# Urticaria a frigore
Urticaria a frigore o por frío se produce por contacto de algunas partes del cuerpo a una temperatura más baja que el resto.

## Sintomatología
Por lo general es en manos, brazos, piernas y rostro. En algunos casos la piel vuelve a su normalidad al estimularla y aplicando una temperatura general al cuerpo, ya sea con alguna secadora de aire o con agua caliente. Es preferible acercarse a un doctor especializado y no ingerir fármacos auto prescritos.
Las ronchas suelen picar y a menudo también se irritan e hinchan las manos y los pies. Las ronchas varían de tamaño desde unos 7 mm de diámetro hasta un tamaño de 27 mm o más. Este trastorno, o tal vez dos trastornos con las mismas manifestaciones clínicas, pueden ser hereditarios (urticaria fría familiar) o adquiridos (urticaria fría primaria adquirida). La forma adquirida tiene más probabilidades de presentarse entre los 18 y 25 años de edad, aunque en algunos casos puede presentarse ya a los 5 años de edad. Los riesgos de vida incluyen la asfixia resultante del angioedema faríngeo inducido por alimentos o bebidas frías, el ahogamiento después de un choque al nadar en agua fría y el choque anafiláctico.